# Physiklaborant

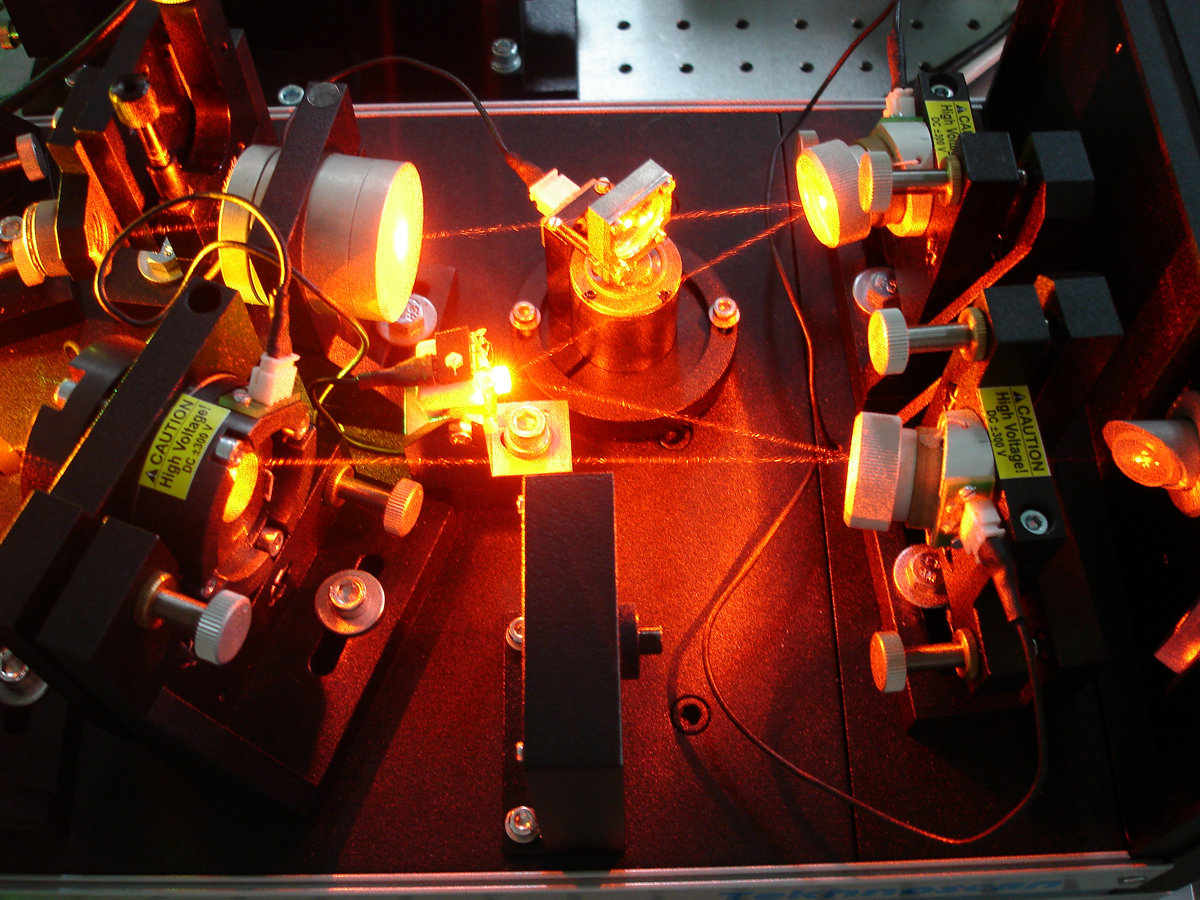
Laser-Experiment

Physiklaborant ist ein in Deutschland, Österreich und der Schweiz anerkannter Ausbildungsberuf. Physiklaboranten arbeiten in enger Kooperation mit Naturwissenschaftlern und Ingenieuren, typischerweise in einem physikalischen Labor, in dem geforscht, geprüft, konstruiert und gemessen wird. Die Ausbildung und Beschäftigung erfolgt dabei sowohl in öffentlichen Einrichtungen wie Universitäten und Instituten als auch in industriellen Unternehmen, in denen Physiklaboranten vor allem für die Konstruktions- und Fertigungsprüfung, aber oft auch in der Forschung eingesetzt werden.

## Ausbildung

### Inhalte
Der Physiklaborant kann als Generalistenberuf bezeichnet werden. Seine praktischen und theoretischen Ausbildungen sind umfangreich und breit gefächert.
Die Grundausbildung in Werkstoffbearbeitung mit Metallen und Kunststoffen umfasst z. B. Drehen, Fräsen, Löten, Kleben usw. Zusätzliche Kenntnisse für den Einsatz von Glas und Keramik gehören dazu. Physikalische Inhalte umfassen den größten Teil der Grundausbildung. Dazu kommen Ausbildungen in Elektrotechnik und Elektronik, Vakuumtechnik, Informatik, Optik, Technischer Mechanik, Wärmetechnik und Fotografie (inkl. Bildverarbeitung). Die Ausbildung in chemischen Arbeitstechniken trägt zur Arbeitssicherheit in physikalisch-technischen Laboren bei.
Neben der Herstellung, der Wartung und dem Unterhalt physikalischer Apparate und Messeinrichtungen gehört die Mithilfe bei der Auswertung und Protokollierung physikalischer Messungen zum Alltag. Dies erfordert auch Kenntnisse in der Datenerfassung.

### Aufbau
Die Ausbildung erfolgt in Deutschland, Österreich und der Schweiz im dualen Ausbildungssystem und schließt mit einer (Lehr-)Abschlussprüfung ab. Die theoretischen Grundlagen der Physik, Chemie, Elektrotechnik, Elektronik und Mathematik werden durch Berufsschulen vermittelt. Die physikalische Labortechnik wird in den Betrieben ausgebildet.
Die Ausbildungsdauer beträgt in der Regel
- 3,5 Jahre in Deutschland,
- 3,5 Jahre in Österreich und
- 4 Jahre in der Schweiz

Zur Abschlussprüfung werden Schwerpunkte in Form von Wahlfächern – je nach Ausbildungsbetrieb – gewählt. Sie umfassen typischerweise etwa: Akustik, Fotografie, Elektronik, Informatik, Kristallzucht, Metallografie, Optik, Steuerungstechnik, Vakuumtechnik, Wärmetechnik usw.
Die genauen Ausbildungs- und Prüfungsbestimmungen für die jeweiligen Länder sind unter Quellen bzw. Weblinks zu finden.

## Weiterbildungen

### Deutschland
Ähnlich wie sich ein Chemielaborant zum Chemotechniker weiterbilden kann, steht dem Physiklaboranten der Weg zum Physiktechniker (seltener: Physikotechniker) offen. Ebenso ist an vielen (Fern-)Schulen auch eine Weiterbildung zum Techniker jeder Art (z. B. Elektrotechnik oder Mechatronik) möglich. Durch ein Studium an einer Hochschule kann er die Qualifikation eines Diplom-Physikers oder Diplom-Ingenieurs erwerben, mittlerweile auch den entsprechenden Bachelor-Grad.

### Österreich
In Österreich kann nach der Lehrabschlussprüfung die Berufsmatura (Berufsreifeprüfung) abgelegt werden. Diese Prüfung ermöglicht dann den Zugang zu weiteren Höherqualifizierungen an Hochschulen.

### Schweiz
In der Schweiz gibt es für Physiklaboranten keine direkte Weiterbildung, jedoch gilt der Beruf als technische Berufliche Grundbildung, was folgende Möglichkeiten öffnet:
- Höhere Fachschule (dipl. Techniker HF) z. B.
  - Elektrotechnik
  - Elektronik
  - Mechatronik
  - Informatik

- Fachhochschule (Bachelor FH)
  - Elektronik
  - Automation
  - Mikrotechnik
  - Systemtechnik
  - Mechatronik
  - Informatik
  - Chemie

## Berufsfelder
Die Berufsfelder sind mannigfaltig, denn Physiklaboranten sind neben dem Einsatz im Prüf-, Mess- und Forschungslabors auch im technischen Handel, in der Fabrikation und im Consulting anzutreffen. Die breite Ausbildung der Physiklaboranten ist ein guter Zugang zur Weiterbildung an Technikerschulen sowie an Universitäten und Fachhochschulen.